# Beziehungen zwischen der Ukraine und den Vereinigten Staaten
Die Beziehungen zwischen der Ukraine und den Vereinigten Staaten (USA) gehen auf den 25. Dezember 1991 zurück, als die Vereinigten Staaten die Unabhängigkeit der Ukraine von der Sowjetunion anerkannten. Nach wechselhaften Beziehungen wurden beide Länder nach den Ereignissen des Euromaidan enge Verbündete und die USA unterstützen die Ukraine im Russisch-Ukrainischen Krieg ab 2014 und nach der russischen Invasion ab 2022.

## Geschichte
Während des kurzen Bestehens der Ukrainischen und Westukrainischen Volksrepublik um 1920 gab es gescheiterte Versuche zur Herstellung diplomatischer Kontakte mit den Vereinigten Staaten. Informelle Beziehungen zwischen den Vereinigten Staaten und ukrainischen Nationalisten gehen auf die frühen Tage des Kalten Krieges zurück, als die Central Intelligence Agency (CIA) mit der ukrainischen Unabhängigkeitsbewegung in der Sowjetunion kooperierte, die in vielen Fällen aus früheren faschistischen Kollaborateuren bestand. Anfang der 1950er Jahre ließ die CIA in einer Geheimoperation knapp 85 ukrainische Agenten mit Fallschirmen über sowjetischem Gebiet abspringen, wo diese einen nationalistischen Aufstand in der Ukrainischen Sozialistischen Sowjetrepublik auslösen sollten. Die Operation erwies sich allerdings als Fehlschlag und zwei Drittel der Agenten wurden sofort gefangen genommen oder getötet. Die Amerikaner bemerkten den Fehlschlag der Operation allerdings erst nach mehreren Jahren.

### Nach dem Zerfall der Sowjetunion
Im Februar 1991 eröffneten die Vereinigten Staaten ein Generalkonsulat in Kiew. Präsident George H. W. Bush hielt am 1. August 1991 in Kiew eine Rede, in der er die Ukrainer vor einem „selbstmörderischen Nationalismus“ warnte. Die von Condoleezza Rice verfasste Rede wurde daraufhin als unangemessen kritisiert. Der Publizist William Safire bezeichnete sie als Chicken Kiev speech (anspielend auf das Gericht Kiewer Kotelett und den Begriff Chicken game). Die Unabhängigkeitserklärung der Ukraine 1991 wurde von den USA anerkannt und das Generalkonsulat in Kiew wurde am 21. Januar 1992 in den Status einer Botschaft erhoben. Der Ministerpräsident der unabhängigen Ukraine, Leonid Kutschma, besuchte die USA am 6. Mai 1992, und die USA unterstützten die Ukraine bei der Abrüstung der in der Ukraine gelagerten sowjetischen Kernwaffen und leistete Wirtschaftshilfe. Anfangs priorisierte die USA allerdings die Beziehungen zu Russland, welches als die dominante regionale Ordnungsmacht angesehen wurde.
Für die Clinton-Regierung lag die Priorität in den Beziehungen zur Ukraine in der Beseitigung der ehemaligen sowjetischen Atomwaffen und der Verhinderung eines Schwarzmarkthandels mit radioaktivem Material. Am 14. Januar 1994 unterzeichneten die Ukraine, Russland und die Vereinigten Staaten in Moskau ein trilaterales Abkommen, das die territoriale Integrität der Ukraine zusicherte, jedoch nicht garantierte. Präsident Bill Clinton kündigte dabei an, dass die Ukraine zur Teilnahme am NATO-Programm Partnerschaft für den Frieden eingeladen wird. Im November ratifizierte die Ukraine den Atomwaffensperrvertrag und am 5. Dezember 1994 unterzeichnete die Ukraine im Rahmen der KSZE-Konferenz das Budapester Memorandum. Die Ukraine verpflichtete sich, ihre Atomwaffen bis Mitte 1996 an Russland zu übergeben, und erhielt im Gegenzug finanzielle Hilfen von den Vereinigten Staaten für den Abbau ihrer atomaren Infrastruktur.
Im Jahr 2002 verschlechterten sich die Beziehungen zwischen den Vereinigten Staaten und der Ukraine, nachdem eine der Aufnahmen, die während des Kassettenskandals gemacht wurden, einen angeblichen Transfer eines hoch entwickelten ukrainischen Verteidigungssystems an den Irak von Saddam Hussein enthüllte. Durch den Skandal wurde auch publik, dass Kutschma das „Verschwindenlassen“ des Journalisten Heorhij Gongadse angeordnet hatte, was ihn im Westen isolierte. Um seine Beziehungen zum Westen zu verbessern, entsendete er deshalb ukrainische Soldaten in den Irakkrieg, obwohl nur 5 % der Ukrainer diesen Krieg unterstützten. Nach dem Ende von Kutschmas Amtszeit und der Orangen Revolution im Herbst 2004 verbesserten sich die Beziehungen deutlich.

### Engere Westintegration ab 2005

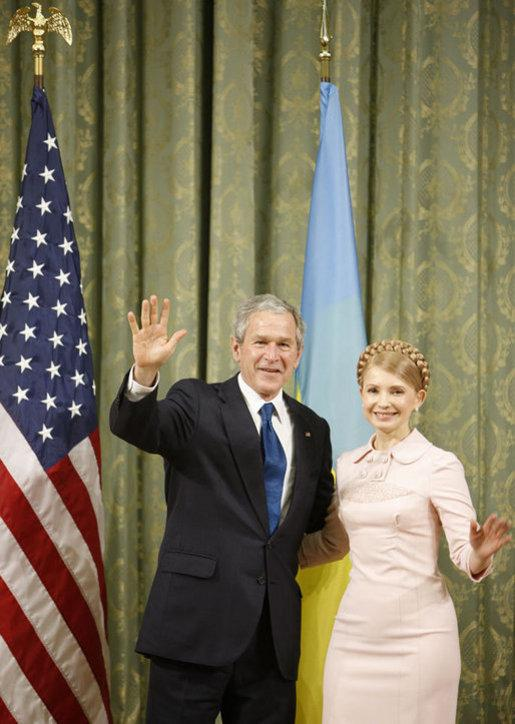
George W. Bush mit Julija Tymoschenko (2008)

2005 verkündete die Ukraine unter Wiktor Juschtschenko eine NATO-Vollmitgliedschaft anzustreben. Bei einem Besuch von Juschtschenko im April 2005 bei Präsident George W. Bush wurde die engere Integration des Landes in den Westen vereinbart und eine „neue Ära“ der bilateralen Beziehungen vereinbart. Im November 2006 wählte die Millennium Challenge Corporation (MCC) die Ukraine als förderungswürdig für die Beantragung von Hilfen aus, welche auf Reformen der Justiz und der Rechtsstaatlichkeit abzielten. Die Beziehungen verschlechterten sich allerdings mit der Wahl des russlandfreundlichen Wiktor Janukowytsch im Jahr 2010 wieder. Im Jahr 2012 verabschiedete der Ausschuss für auswärtige Beziehungen des US-Senats die Resolution 466, in der die Freilassung der politischen Gefangenen Julija Tymoschenko verlangt wurde. In der Resolution wurde die Regierung des ukrainischen Präsidenten Wiktor Janukowytsch verurteilt und die NATO aufgefordert, alle Kooperationsabkommen mit der Ukraine auszusetzen.

### Nach dem Euromaidan von 2014
Die Euromaidan-Proteste, die Ende 2013 begannen, führten zum Sturz von Janukowytsch, der Wahl des EU-freundlichen Präsidenten Petro Poroschenko, der Annexion der Krim durch die Russische Föderation im Jahr 2014 sowie zum Krieg im Donbas. Führende US-amerikanische Politiker wie John McCain hatten die Proteste auf dem Majdanplatz unterstützt und waren in die Ukraine gereist. Die Krise führte zu einer erheblichen Belastung der amerikanisch-russischen Beziehungen und Russlands Präsident Wladimir Putin warf den Vereinigten Staaten vor, hinter dem Regierungswechsel zu stecken. Victoria Nuland, die in einem Gespräch mit Geoffrey Pyatt, dem US-Botschafter in der Ukraine, abgehört wurde, erörterte die künftige Bildung der Post-Janukowytsch-Regierung und nannte Arsenij Jazenjuk als den Mann, der mit der Leitung der neuen Regierung beauftragt werden sollte, welcher kurz darauf tatsächlich die Regierungsgeschäfte übernahm. Die USA unterstütze die Ukraine zwischen 1991 und 2014 mit fünf Milliarden US-Dollar, damit wurden unter anderem zivilgesellschaftliche Gruppen finanziert. Eine direkte Beteiligung der USA an den Maidanprotesten wurde von dem Osteuropahistoriker Andreas Kappeler ins Reich der Verschwörungstheorien verwiesen.

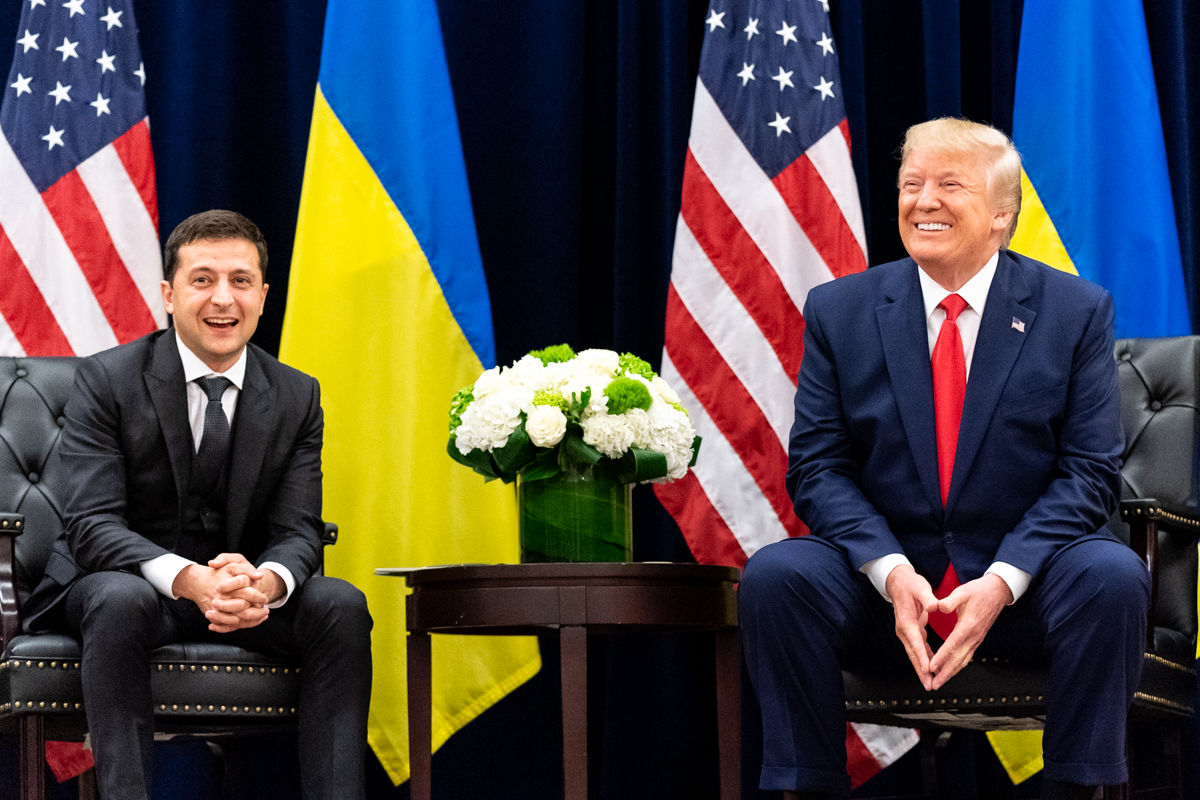
Wolodymyr Selenskyj und Donald Trump (2019)

Poroschenko bat die Vereinigten Staaten um Militärhilfe im Konflikt mit Russland. Präsident Barack Obama hielt sich mit der Lieferung von Waffen allerdings zurück, da er Bedenken vor einer Eskalation des Konflikts hatte. Die Obama-Regierung stellte von 2014 bis 2016 nicht-tödliche Militärhilfe im Wert von 600 Millionen US-Dollar bereit, darunter Fahrzeuge, Schulungen, Schutzwesten und Nachtsichtgeräte. Unter seinem Nachfolger Donald Trump wurde die Lieferung von tödlichen Waffen wie Javelin-Panzerabwehrraketen und Raketenwerfern genehmigt. Im Sommer 2019 fror Trump die vom Kongress genehmigte Militärhilfe für die Ukraine in Höhe von 400 Millionen Dollar ein, ein Hilfspaket, das Gegenstand eines Telefongesprächs war, das Trump am 25. Juli mit dem ukrainischen Präsidenten Wolodymyr Selenskyj führte. Trump soll während des Telefongesprächs versucht haben, Selenskyj unter Druck zu setzen, damit dieser eine Untersuchung gegen den ehemaligen US-Vizepräsidenten Joe Biden und dessen Sohn Hunter einleitete. Der Vorfall wurde als Ukraine-Affäre bekannt und führte zum Amtsenthebungsverfahren gegen Trump, das erfolglos blieb.

### Seit dem Beginn des russischen Überfalls auf die Ukraine
Mit dem Beginn des russischen Überfalls auf die Ukraine 2022 bot die Regierung Biden an, Präsident Selenskyj zu evakuieren, was er ablehnte. 
Bis November 2022 leisteten die USA humanitäre, finanzielle und militärische Unterstützung in Höhe von 50 Milliarden US-Dollar. 
Die USA unterstützen die Ukraine außerdem auf der diplomatischen Ebene und mit der Weitergabe von Geheimdienstinformationen im Krieg gegen Russland. Am 21. Dezember 2022 unternahm Selenskyj seine erste Auslandsreise seit der Invasion nach Washington, D.C. Nach einem Treffen mit Präsident Joe Biden hielt er eine Rede vor dem US-Kongress. 
Bei dem Treffen wurden ein neues Hilfspaket der USA mit einem Volumen von 45 Milliarden US-Dollar sowie die Lieferung von MIM-104 Patriot-Flugabwehrraketen vereinbart.

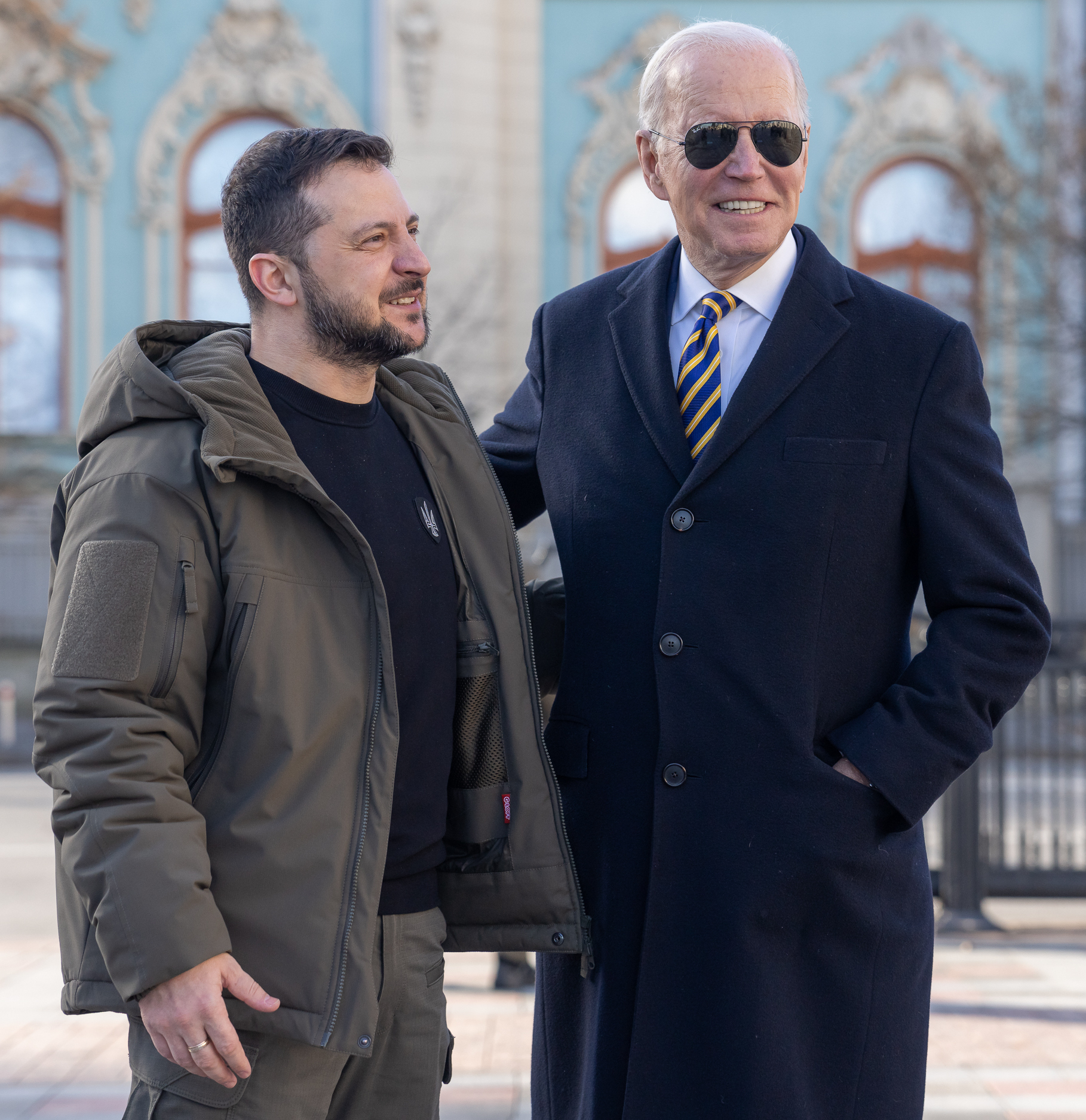
Der US-amerikanische Präsident Joe Biden mit Präsident Selenskyj in Kiew, 2023

Am 20. Februar 2023 besuchte US-Präsident Joe Biden den ukrainischen Präsidenten Selenskyj in Kiew. Der Besuch war zuvor geheim gehalten worden. Biden kündigte weitere Hilfs- und Waffenlieferungen sowie weitere Sanktionsmaßnahmen der USA gegen Russland an. Der Besuch war außergewöhnlich, weil nur in seltenen Fällen ein US-Präsident in eine Konfliktzone reist, in der die Luftraumkontrolle nicht in den Händen der USA und ihrer Verbündeten liegt. Russland war vom Weißen Haus vorab über die Reise Bidens in die Ukraine unterrichtet worden. 
Der Berater des ukrainischen Innenministers Ihor Klymenko äußerte, es sei ein historischer Besuch gewesen; er werde „für immer in die Geschichte der Beziehungen zwischen der Ukraine und den Vereinigten Staaten eingehen“.
Ende Februar 2025 kam es bei einem Pressetermin im Oval Office zu einem öffentlich ausgetragenen Streitgespräch bzw. Eklat zwischen dem ukrainischen Präsidenten Wolodymyr Selenskyj und dem erneut im Amt stehenden US-Präsidenten Donald Trump mit dessen Vizepräsident JD Vance. Die neue US-Regierung unter Trump hatte sowohl im Streitgespräch, als auch in den Wochen und Monaten zuvor klargestellt, dass sie im Gegensatz zur vorherigen US-Regierung als Vermittler zwischen Russland und der Ukraine auftreten wolle, anstatt die Ukraine weiter massiv mit Waffenlieferungen zu unterstützen.

## Militärische Kooperation
Die Vereinigten Staaten unterstützen die Westintegration der Ukraine und sprachen sich ab 2007 für die Vollmitgliedschaft der Ukraine in der NATO aus. Nach dem ukrainischen Bruch mit Russland ab 2014 wurden beide Länder enge militärische Verbündete. Am 7. Februar 2019 verankerte die Werchowna Rada in der Verfassung eine „strategische Orientierung der Ukraine zum vollständigen Beitritt zur EU und der NATO“.
Neben der diplomatischen Unterstützung im Konflikt mit Russland haben die USA die Ukraine von 2014 bis 2021 mit 2,5 Milliarden US-Dollar militärisch unterstützt. 2015 begannen die USA, ukrainische Spezialeinheiten nach NATO-Standards auszubilden. Nach dem Beginn der russischen Invasion unterstützten die USA die Ukraine monatlich mit neuen Waffen und Hilfen in Milliardenhöhe, verweigerten sich allerdings der ukrainischen Forderung, direkt im Konflikt zu intervenieren.
Im Jahr 2018 verabschiedete das US-Repräsentantenhaus eine Bestimmung, die jegliche Ausbildung des Asow-Bataillons der ukrainischen Nationalgarde durch US-Streitkräfte unter Hinweis auf dessen Kontakte zu Neonazis verbietet. In den Jahren zuvor, zwischen 2014 und 2017, hatte das US-Repräsentantenhaus Anträge zum Verbot der Unterstützung des Asow-Bataillons verabschiedet, die jedoch aufgrund des Drucks des Pentagon stillschweigend wieder aufgehoben wurden.

## Wirtschaftsbeziehungen
2021 standen die Vereinigten Staaten auf Platz 8 der Handelspartner der Ukraine. Der Gesamthandelsumsatz zwischen der Ukraine und den USA stieg im Vergleich zu 2020 um 24 % und belief sich auf 7,64 Mrd. US-Dollar. Die ukrainischen Exporte in die USA stiegen um 46,7 % auf 3,522 Mrd. Dollar, die Importe aus den USA um 9,5 % auf 4,114 Mrd. Dollar. Die USA importieren aus der Ukraine vorwiegend Eisenmetalle, die über die Hälfte der Importe ausmachen, und exportieren im Gegenzug Nahrungsmittel sowie industrielle und chemische Erzeugnisse in die Ukraine. Die USA haben nach der Unabhängigkeit der Ukraine Entwicklungshilfe geleistet und die Liberalisierung der Wirtschaft gefördert. 2022 erhielt die Ukraine Wirtschaftshilfen in Höhe von über 10 Milliarden Dollar, um den Zusammenbruch der ukrainischen Wirtschaft und Währung nach dem russischen Angriff auf das Land zu verhindern.
Beide Länder haben 1996 ein Investitionsabkommen, 2001 ein Doppelbesteuerungsabkommen und 2016 ein weiteres Handels- und Investitionsabkommen unterzeichnet. Am 1. Mai 2025 einigten sich beide Staaten auf die Einrichtung eines Wiederaufbaufonds, der den USA auch Zugang zu ukrainischen Bodenschätzen gewähren soll.